# HD 82514
HD 85214 eller HR 3790, är en ensam stjärna belägen i den mellersta delen av stjärnbilden Luftpumpen. Den har en skenbar magnitud av ca 5,86 och är svagt synlig för blotta ögat där ljusföroreningar ej förekommer. Baserat på parallax enligt Gaia Data Release 3 på ca 11,7 mas, beräknas den befinna sig på ett avstånd på ca 279 ljusår (ca 86 parsek) från solen. Den rör sig bort från solen med en heliocentrisk radialhastighet på ca 14 km/s.

## Egenskaper
HD 82514 är en röd till orange jättestjärna av spektralklass K3 III, och är en utvecklad röd jätte. Den har en massa som är ca 1,1 solmassa, en radie som är ca 12 solradier och utsänder energi från dess fotosfär motsvarande ca 65 gånger solen vid en effektiv temperatur av ca 4 300 K.
Det finns en följeslagare av 13:e magnituden, separerad med 50,9 bågsekunder vid en positionsvinkel på 299°. Detta objekt betecknas som CD −35°5751BC, vilket gör det till en dubbelstjärna i sig. Det består av två lågmassestjärnor separerade med 2,3 bågsekunder från varandra. Paret är dock inte relaterat till HD 82514, som har en mindre parallax. HD 82514 är beläget inom gränserna för den öppna stjärnhopen Turner 5 men är endast en stjärna belägen i siktlinjen till denna.